# By the Way
By the Way —en español: Por cierto— es el octavo álbum de estudio de la banda estadounidense de rock alternativo Red Hot Chili Peppers, lanzado el 9 de julio de 2002 por Warner Bros. Records. Este vendió más de 282 000 copias en la primera semana, y alcanzó el puesto dos en el Billboard 200. Las canciones del álbum incluyen «By the Way», «The Zephyr Song», «Can't Stop», «Dosed» y «Universally Speaking». El contenido lírico de By the Way difiere de los álbumes anteriores de los Chili Peppers debido a un acercamiento más sincero y reflexivo por parte del vocalista Anthony Kiedis a sus letras.
By the Way fue aplaudido por los críticos como una salida de los estilos anteriores de la banda, y es reconocido por las melodías poco animadas dadas por los Chili Peppers. Al guitarrista John Frusciante se le acreditan la mayoría de las melodías del álbum, líneas de bajo, progresiones de guitarra, y por lo tanto el cambio de dirección en la grabación: «su cálido y minucioso trabajo de guitarra y sus armonías vocales de estilo doo wop es lo que destaca en esta ocasión». By the Way no tuvo prácticamente nada de la fusión de punk y funk con la que la banda se hizo conocida. Frusciante afirmó lo siguiente con respecto al proceso de composición del disco: «escribir By the Way ha sido uno de los momentos más felices de mi vida».

## Antecedentes
Después de una adicción a las drogas que causó su retiro de los Chili Peppers en 1992, Frusciante se recuperó tras un mes de rehabilitación, a principios de 1998. Poco después, fue invitado a reunirse a los Red Hot Chili Peppers. Luego de meses de composición y grabación, fue lanzado Californication, el siguiente álbum de los Chili Peppers. El álbum llegó a vender quince millones de copias en todo el mundo convirtiéndose en el álbum más exitoso de la banda. El regreso de Frusciante generó muchas reacciones por parte de los críticos, que reconocieron al álbum como una revitalización comercial con respecto a su grabación anterior, One Hot Minute. Posteriormente se realizó una gira internacional de dos años, que incluyó varias apariciones en festivales como Woodstock 99 y Rock in Rio.
La escritura y composición de By the Way comenzó inmediatamente tras la culminación del tour mundial de Californication, en la primavera de 2001. Al igual que con Californication, la mayor parte de la creación tomó lugar en las casas de los miembros de la banda y el estudio de grabación. Kiedis recuerda la situación: "Comenzamos encontrando algo de magia, algo de música, algunos riffs, algunos ritmos, algunas improvisaciones y algunos graves, los sumamos, los restamos, los movimos y les pusimos melodías". Frusciante y Kiedis colaborarían juntos por varios días seguidos, discutiendo y compartiendo progresos de guitarra y letras. Para Kiedis, «escribir By the Way...fue una experiencia totalmente diferente con respecto a Californication. John estaba nuevamente en sus cabales y rebosante de confianza».

## Escritura y composición
El conjunto de bajo y guitarra del álbum fue propuesto inicialmente por Frusciante como un esfuerzo colaborativo entre este y el bajista Flea. De esta manera la grabación tomó una dirección distinta a la de los álbumes previos de los Chili Peppers. Frusciante buscó crear a través de la grabación un paisaje sonoro "emocionante y conmovedor". En By the Way, tomando influencias de músicos como Vini Reilly de The Durutti Column y John McGeoch, Frusciante utilizó progresiones de guitarra multifacéticas, herramientas como el melotrón y varios pedales de efectos.Frusciante también ha dicho que escuchaba Emerson, Lake & Palmer cada día durante la grabación de By the Way. 
Kiedis se vio influenciado líricamente por el amor, su novia y las emociones expresadas cuando uno se siente enamorado. Canciones como «Body of Water», «Someone» (ambas Caras B), «By the Way», «I Could Die for You» y «Warm Tape» se disgregaron a muchas de las caras del amor. Las drogas también conformaron una parte integral de los escritos de Kiedis ya que este las había dejado en diciembre del 2000. Canciones como «This Is the Place», «Don't Forget Me», «Dosed» y «On Mercury» expresaron su intenso disgusto por los narcóticos y los efectos emocionales y físicamente perjudiciales que tenía que enfrentar. Hizo referencia al difunto guitarrista de los Chili Peppers, Hillel Slovak, en «This Is the Place» donde describe cómo el uso de drogas lo forzó a perderse el funeral: «En el día en que mi mejor amigo falleció/No pude estar limpio de drogas«. «Venice Queen» fue compuesta líricamente como una oda a la terapeuta de la rehabilitación de drogas de Kiedis, Gloria Scott, que falleció poco después de que este le comprara una casa en Venice Beach, California. Este lloró su muerte, ya que fue una pérdida dolorosa para él, quedando reflejada en la canción «Venice Queen»: «Todos queremos decirle / Decirle que la amamos / Venice consigue una reina / La mejor que he visto».
By the Way divergió de los estilos musicales previos de la banda, contando con pocas canciones cercanas al funk. «Can't Stop» se destacó por ser la única canción que tuvo el estilo de versos cortos y rapeados característicos hasta entonces en los Chili Peppers. Mientras que «Throw Away Your Television» no tuvo una letra cantada con rapidez, por el contrario si tuvo una línea de bajo orientada al funk, aunque con indicios de rock experimental debido al gran uso de la distorsión durante las estrofas y el estribillo. Otras canciones "experimentales" incluyen a «On Mercury», que cuenta con una trompeta centrada en gran medida en el ska. "Cabron", la única canción completamente tocada en una guitarra acústica, tiene claras influencias latinas. Según Kiedis, este tema habla "de intentar hacerte amigo de tus enemigos". «Tear» tiene una pequeña parte en piano, y «Warm Tape» fue compuesta casi enteramente en teclado.
Técnicamente, en By the Way los Chili Peppers emplearon varios mecanismos para distorsionar y alterar las secuencias vocales y de guitarra. Mientras que Frusciante utiliza un Big Muff para los solos de «Minor Thing», «Don't Forget Me» cuenta con un melotrón, un pedal Wah-wah y técnicas con eco para transmitir una atmósfera emotiva. Los coros de Frusciante, aunque también estuvieron presentes en Californication, se hicieron dominantes en By the Way, ya que casi todas las canciones contaron con su presencia de fondo.

## Lanzamiento
El grupo decidió que Rick Rubin se encargaría nuevamente de la producción del álbum. En el pasado Rubin concedió a los Chili Peppers libertad creativa en su material de grabación. Pensaban que esto era necesario para que el álbum fuera único, y solo podría suceder con su regreso. By the Way fue lanzado por la discográfica Warner Bros. en CD y LP el 9 de julio de 2002. Fue disco de oro pocos meses después, el 26 de octubre de 2002. Cinco sencillos fueron lanzados a partir del álbum. De estos, la canción titulada «By the Way» fue la más exitosa, alcanzando el puesto 2 de la lista de éxitos británica y el puesto 1 de la lista de éxitos de rock del Billboard.
Aunque el álbum vendió menos copias que Californication, By the Way llegó al puesto dos del Billboard 200, un lugar más arriba que Californication. Mundialmente, el álbum alcanzó el puesto 1 del Top 40 británico, y de las listas de éxitos de Suiza, Nueva Zelanda, Austria y Suecia y el puesto 2 del Top 40 francés. En marzo de 2006, los álbumes de los Red Hot Chili Peppers estuvieron disponibles en iTunes Music Store. Estos incluyeron dos canciones todavía no publicadas («Runaway» y «Bicycle Song»). Las canciones originales, a diferencia de las canciones extra, no fueron remasterizadas.

## Recepción de la crítica
El álbum recibió una reacción mayoritariamente positiva por parte de los críticos, quienes elogiaron a By the Way por sus estilos melódicos, multifacéticos y texturizados. Zac Johnson de Allmusic dijo que el álbum fue «sofisticado [...] los Peppers no sacrificaron su característica energía, pasión por la vida, amor universal y (sobre todo) lujuria». La revista Rolling Stone afirmó que el álbum es "prácticamente melódico" y un «balance casi perfecto de mugre de barrios bajos y gran inspiración artística», comparándolo con otros trabajos como el álbum Pet Sounds de The Beach Boys. Mojo aplaudió By the Way y lo consideró como «el álbum más fuerte de los Chili desde Blood Sugar Sex Magik de 1991». Dándole al álbum 5 estrellas, Q llamó a By the Way «Una fantástica grabación; llena de maravillas». Kimberly Mack de Pop Matters hizo comentarios sobre cómo el álbum «...exhibe un sonido exuberante y más sofisticado que sólo podría haber sido creado por los Peppers actuales», y que «las letras de Anthony Kiedis son mucho más personales». Frusciante es «un considerable talento musical y el innegable factor X en el sonido de los Red Hot Chili Peppers».
Blender dijo que By the Way fue una continuación indistinguible de Californication, llamándolo «Californication 2». También condenó a los Chili Peppers por no variar su estilo y permanecer con un sonido extremadamente similar. Periódicos como The Village Voice criticaron a la banda por tratar con demasiado empeño de cambiar. Entertainment Weekly reconoció a By the Way como una colaboración refinada y espléndida, pero también criticó a los Chili Peppers por hacerlo con tanta seguridad, manteniendo suave la energía del álbum; por ser «más fascinante por lo que simboliza, que por lo que es».
All Music Guide consideró que la canción «By the Way» combina «el funk ardiente de Hollywood, armonías suaves, un poquito de canto sobre chicas [y] un poquito de pasarlo bien en las calles durante el verano». La Rolling Stone comentó también «lo cerca que llegó esta banda de evocar al sol de California» en «The Zephyr Song». «Midnight» estuvo muy bien considerada por varias fuentes. Esta fue elegida como una de las «All Music Guide Track Picks» de By the Way. Kimberly Mack de Pop Matters consideró que tiene una «letra hippie simpática» y "evoca imágenes de radio AM y de remeras teñidas y anudadas". Mack también consideró a «Venice Queen» como «una obra maestra [...] los coros de Frusciante son inolvidablemente hermosos».

## TourBy the Way
Inmediatamente después del lanzamiento de By the Way la banda emprendió una gira mundial para apoyar la grabación. Comenzando por Europa, los Chili Peppers tocaron en eventos como el Festival Fuji Rock y el Festival de Música y Artes de Coachella Valley. Finalmente la banda culminó la parte europea del tour en febrero de 2003, y comenzó la parte estadounidense el 1 de mayo. Finalizando el 21 de julio los Chili Peppers realizaron una pequeña interrupción para tocar en el Castillo Slane el 23 de agosto, frente a un grupo de 80 000 personas. El Live at Slane Castle se convertiría en el segundo DVD en vivo de los Chili Peppers tras Off The Map.
Tras varios conciertos en Japón y Australia, los Red Hot Chili Peppers planearon tocar tres noches en el Hyde Park de Londres. Más de 240 000 entradas fueron vendidas en sólo unas pocas horas, y aproximadamente 80 000 personas vieron cada show el 19, 20 y 25 de junio, respectivamente. Se convirtió en el concierto de mayor recaudación en un único lugar de reunión en la Historia, acumulando un ingreso estimado de 17 millones de dólares brutos. Debido al éxito de los tres shows, la banda lanzó en Europa, Australia, Japón y Nueva Zelanda, excluyendo a los Estados Unidos, su quinto álbum en vivo titulado Big Ass. Más tarde, ese mismo año, los Chili Peppers tocaron en apoyo a sus creencias políticas en la Convención Nacional Democrática de 2004, donde Kiedis dijo al final de la actuación de la banda «Do what you gotta do» («haz lo que tengas que hacer»). Finalmente tocaron en el festival Rock am Ring como una de las actuaciones finales del tour By the Way.

## Diseño gráfico
Todas las fotografías, pinturas y dirección artística de By the Way fueron atribuidas a Julian Schnabel y a los Red Hot Chili Peppers. La mujer de la carátula de By the Way es Stella Schnabel, hija de Julian Schnabel y novia de Frusciante en aquel entonces. Varias páginas del folleto del álbum, y en particular la de «By the Way», contienen pinturas con la cabeza de una cabra. También está presente una fotografía de la banda en un campo desierto algo borrosa, negra y blanca, que muestra también a cada uno de sus miembros individualmente.
La mayoría del diseño gráfico del folleto muestra varias escenas de plantas artificiales, pasto sintético, estrellas y pequeñas figuras indistinguibles sobre un fondo borroso. Las imágenes de «The Zephyr Song» y «Can't Stop» muestran este mismo fondo, aunque desde un punto de vista ligeramente diferente. La letra de By the Way está situada en la parte superior del folleto y fue escrita a mano por Kiedis con letras rosas.

## Reconocimientos
La información respecto a los reconocimientos atribuidos a By the Way está adaptada de AcclaimedMusic.net.
| Publicación   | País        | Reconocimiento                                     | Año  | Posición   |
| ------------- | ----------- | -------------------------------------------------- | ---- | ---------- |
| Q             | Reino Unido | Los mejores 20 álbumes de la vida de Q (1986-2006) | 2006 | 16         |
| Q             | Reino Unido | La máxima colección musical                        | 2005 | [ Nota 1 ] |
| Rolling Stone | Alemania    | Los mejores 100 álbumes desde el otoño de 1994     | 2003 | 71         |
| Rolling Stone | Alemania    | Los 500 mejores álbumes de todos los tiempos       | 2004 | 304        |

1. ↑  listas designadas sin un orden establecido.

## Lista de canciones
Todas las canciones han sido escritas por los Red Hot Chili Peppers a menos que se indique otro autor.
| #  | Canción                      | Duración |
| -- | ---------------------------- | -------- |
| 1  | «By the Way»                 | 3:37     |
| 2  | «Universally Speaking»       | 4:19     |
| 3  | «This Is the Place»          | 4:17     |
| 4  | «Dosed»                      | 5:12     |
| 5  | «Don't Forget Me»            | 4:37     |
| 6  | «The Zephyr Song»            | 3:52     |
| 7  | «Can't Stop»                 | 4:29     |
| 8  | «I Could Die for You»        | 3:13     |
| 9  | «Midnight»                   | 4:55     |
| 10 | «Throw Away Your Television» | 3:44     |
| 11 | «Cabron»                     | 3:38     |
| 12 | «Tear»                       | 5:17     |
| 13 | «On Mercury»                 | 3:28     |
| 14 | «Minor Thing»                | 3:37     |
| 15 | «Warm Tape»                  | 4:16     |
| 16 | «Venice Queen»               | 6:07     |

### Canciones extras de iTunes
| # | Canción        | Duración |
| - | -------------- | -------- |
| 1 | «Runaway»      | 4:30     |
| 2 | «Bicycle Song» | 3:23     |

### B-Sides y canciones no incluidas
| Canción                       | Duración | B-Side de                                                    |
| ----------------------------- | -------- | ------------------------------------------------------------ |
| «Time»                        | 3:47     | «By the Way»                                                 |
| «Teenager in Love» (DiMucci)  | 3:01     | «By the Way»                                                 |
| «Body of Water»               | 4:41     | «The Zephyr Song»                                            |
| «Someone»                     | 3:24     | «The Zephyr Song»                                            |
| «Out of Range»                | 3:58     | «The Zephyr Song»                                            |
| «Rivers of Avalon»            | 3:39     | «The Zephyr Song»                                            |
| «Havana Affair» (The Ramones) | 2:16     | Incluido en «We're a Happy Family: A Tribute to the Ramones» |
| «Eskimo»                      | 5:31     | «Fortune Faded»                                              |
| «Goldmine»                    | 3:12     | «No lanzadas oficialmente»                                   |
| «Rock and Roll»               | 2:38     | «No lanzadas oficialmente»                                   |
| «Fall Water»                  | 6:06     | «No lanzadas oficialmente»                                   |

## Personal
| Músicos | Músicos |  | Ingeniería y masterización |  |  | Producción y otros | |
| - Voz - Anthony Kiedis - Guitarra y coros - John Frusciante - Bajo y coros - Michael «Flea» Balzary - Batería - Chad Smith - Trompeta - Michael «Flea» Balzary 1. |         |  | - Ingeniería de sonido principal - Jim Scott - Rick Rubin - Ingeniería de sonido adicional - Ethan Mates - Andrew Scheps - Ryan Hewitt - Jason Wormer - Masterización - Vlado Meller |  |  | - Productor - Rick Rubin - Coordinación de producción - Lindsay Chase - Dirección artística - Julian Schnabel - Red Hot Chili Peppers - Fotografía - Julian Schnabel | - Mezclado - Jim Scott - Arreglos orquestales - Mark Mann - Técnico de guitarra - Dave Lee - «Our man» (nuestro hombre) - Louis "Make It So" Mathieu |

## Posiciones en las listas de éxitos

### Álbum
| Lista de éxitos  | Posición |
| ---------------- | -------- |
| Billboard 200    | 2        |
| Top 40 británico | 1        |
| Top 60 sueco     | 1        |
| Nueva Zelanda    | 1        |
| Austria          | 1        |
| Francia          | 2        |
| Finlandia        | 1        |
| Suiza            | 1        |

### Sencillos
| Año  | Canción                | Posiciones             | Posiciones                 | Posiciones                       | Posiciones       | Posiciones         | Posiciones               |
| Año  | Canción                | Hot 100 estadounidense | Modern Rock estadounidense | Main- stream Rock estadounidense | Top 40 británico | Top 40 australiano | Lista de éxitos francesa |
| ---- | ---------------------- | ---------------------- | -------------------------- | -------------------------------- | ---------------- | ------------------ | ------------------------ |
| 2002 | «By the Way»           | 34                     | 1                          | 1                                | 2                | 6                  | 29                       |
| 2002 | «The Zephyr Song»      | 49                     | 6                          | 14                               | 11               | 21                 | 90                       |
| 2003 | «Can't Stop»           | 57                     | 1                          | 15                               | 22               | 38                 | 68                       |
| 2003 | «Dosed»                | -                      | 13                         | -                                | -                | -                  | -                        |
| 2003 | «Universally Speaking» | -                      | -                          | -                                | 27               | -                  | -                        |